# Teoría del balance energético dinámico
La teoría del Balance Energético Dinámico (DEB) es una teoría metabólica formal que proporciona un marco cuantitativo único para describir dinámicamente los aspectos del metabolismo (balances de materia y energía) de todos los organismos vivos a nivel individual, basado en suposiciones sobre la captación, almacenamiento y consumo de energía. y utilización de diversas sustancias. La teoría DEB se adhiere a principios termodinámicos estrictos, está motivada por patrones observados universalmente, no es específica de la especie y vincula diferentes niveles de organización biológica (células, organismos y poblaciones) según lo prescrito por las implicaciones de la energía. Los modelos basados en la teoría DEB se han aplicado con éxito a más de 1000 especies con aplicaciones de la vida real que van desde la conservación, la acuicultura, la ecología general y la ecotoxicología. La teoría está contribuyendo a la base teórica del campo emergente de la ecología metabólica. 
La explicación explícita de los supuestos y las predicciones resultantes permiten realizar pruebas contra una amplia variedad de resultados experimentales en los diversos niveles de la organización biológica. La teoría explica muchas observaciones generales, como las relaciones de escala del tamaño corporal de ciertos rasgos fisiológicos, y proporciona una base teórica al método ampliamente utilizado de calorimetría indirecta. Varios modelos empíricos populares son casos especiales del modelo DEB, o aproximaciones numéricas muy cercanas.

## Antecedentes teóricos
La teoría presenta reglas mecanicistas simples que describen la captación y asignación de energía (y nutrientes) y las consecuencias para la organización fisiológica a lo largo del ciclo de vida de un organismo, incluidas las relaciones de los energéticos con el envejecimiento y los efectos de los tóxicos. Los supuestos de la teoría DEB se delinean de manera explícita, el enfoque distingue claramente los mecanismos asociados con la variación intraespecífica e interespecífica en las tasas metabólicas, y las ecuaciones para los flujos de energía se derivan matemáticamente siguiendo los principios de la física y la simplicidad.
Las piedras angulares de la teoría son: 
- Conservación de masa, energía y tiempo
- Relaciones entre superficie y volumen
- Restricciones estequiométricas en la producción
- Desacoplamiento organizacional de módulos metabólicos (asimilación, disipación, crecimiento)
- Homeostasis fuerte y débil (la composición de los compartimentos es constante; la composición del organismo es constante cuando el alimento es constante)
- El/los sustrato(s) del medio ambiente se convierten/se convierten primero en reserva(s) antes de ser utilizados para un metabolismo adicional

La teoría especifica que un organismo está formado por dos compartimentos principales: reserva (energía) y estructura. La asimilación de energía es proporcional al área de la superficie de la estructura, y el mantenimiento es proporcional a su volumen. Reserva no requiere mantenimiento. La movilización de energía dependerá de la cantidad relativa de la reserva de energía y de la interfaz entre reserva y estructura. Una vez movilizada, la energía se divide en dos ramas: 
- una proporción fija (denominada kappa, κ) se asigna al crecimiento (aumento de la masa estructural) y al mantenimiento de la estructura, mientras que
- la proporción restante (1- κ) se asigna a procesos de maduración (aumento de la complejidad, instalación de sistemas de regulación, preparación para la reproducción) y mantenimiento del nivel de madurez alcanzado (incluido, por ejemplo, el mantenimiento de los sistemas de defensa).

La regla κ, por lo tanto, establece que los procesos de crecimiento y maduración no compiten directamente. El mantenimiento debe pagarse antes de asignar energía a otros procesos.
En el contexto de la adquisición y asignación de energía, la teoría reconoce tres etapas principales del desarrollo: embrión, que no se alimenta o reproduce, juvenil, que se alimenta pero no se reproduce, y adulto, que alimenta y asigna energía a la reproducción. Las transiciones entre estas etapas de la vida ocurren en eventos especificados como nacimiento y pubertad, que se alcanzan cuando la energía invertida en la maduración (rastreada como 'nivel de madurez') alcanza un cierto umbral. La madurez no aumenta en la etapa adulta, y el mantenimiento de la madurez es proporcional a la madurez.
Se considera que la composición bioquímica de la reserva y la estructura es la de los compuestos generalizados, y es constante (el supuesto de una homeostasis fuerte) pero no necesariamente idéntica. La transformación bioquímica de los alimentos a la reserva (asimilación), y de la reserva a la estructura (crecimiento) incluye los gastos generales. Estos gastos generales, junto con los procesos de mantenimiento y reproducción somáticos y de la madurez (ineficiencias en la transformación de la reserva al material reproductivo), contribuyen al consumo de oxígeno y la producción de dióxido de carbono, es decir, el metabolismo.

## Modelos DEB
Todos los modelos dinámicos de presupuesto de energía siguen el presupuesto de energía de un organismo individual a lo largo de su ciclo de vida; en contraste, los modelos de presupuesto de energía "estáticos" describen una etapa de vida específica o el tamaño de un organismo. La principal ventaja del modelo basado en la teoría de DEB sobre la mayoría de los otros modelos es su descripción de la asimilación y utilización de la energía (reserva dinámica) simultáneamente con procesos de crecimiento, desarrollo/maduración y mantenimiento desacoplados. La teoría DEB especifica las reservas como separadas de la estructura: estas son las dos variables de estado que contribuyen al volumen físico y (en combinación con el búfer de reproducción de los adultos) definen completamente el tamaño de un individuo. La madurez (también una variable de estado del modelo) rastrea la cantidad de energía que se ha invertido en la maduración y, por lo tanto, determina la etapa de vida del organismo en relación con los niveles de madurez en que ocurren las transiciones de la etapa de vida (nacimiento y pubertad). La dinámica de las variables de estado viene dada por ecuaciones diferenciales ordinarias que incluyen los principales procesos de captación y uso de energía: asimilación, movilización, mantenimiento, crecimiento, maduración y reproducción.
- La comida se transforma en reserva, que alimenta todos los demás procesos metabólicos. La tasa de alimentación es proporcional al área de superficie; El tiempo de manejo de los alimentos y la eficiencia de transformación de los alimentos a la reserva son independientes de la densidad de los alimentos.
- Una fracción fija (kappa) de reserva movilizada se asigna al mantenimiento somático más el crecimiento (soma), el resto en el mantenimiento de la madurez más la maduración o la reproducción. El mantenimiento tiene prioridad sobre otros procesos. El mantenimiento somático es proporcional al volumen estructural del cuerpo, y el mantenimiento de la madurez a la madurez. Los costos de calefacción para endotérmicos y trabajos osmóticos (para organismos de agua dulce) son costos de mantenimiento somáticos que son proporcionales a la superficie.
- Las transiciones de etapa se producen si la inversión acumulada en la maduración supera los valores de umbral. Las etapas de la vida son típicamente: embrión, juvenil y adulto. La reserva que se asigna a la reproducción se acumula primero en un búfer. Las reglas para convertir el búfer en gametos son específicas de cada especie (por ejemplo, el desove puede ser una vez por temporada).

Los parámetros del modelo son específicos de cada individuo, pero las similitudes entre individuos de la misma especie producen estimaciones de parámetros específicas de la especie. Los parámetros DEB se estiman a partir de varios tipos de datos simultáneamente. Las rutinas para la entrada de datos y la estimación de parámetros están disponibles como paquete de software libre DEBtool implementado en el entorno de MATLAB, con el proceso de construcción del modelo explicado en un manual estilo Wiki Archivado el 5 de agosto de 2020 en Wayback Machine.. Los parámetros estimados se recopilan en la biblioteca en línea llamada el proyecto Add-my-pet. 

### El modelo DEB estándar
El modelo estándar cuantifica el metabolismo de un isomorfo (organismo que no cambia de forma durante la ontogenia) que se alimenta de un tipo de alimento con una composición constante (por lo tanto, se aplica la homeostasis débil, es decir, la composición química del cuerpo es constante). Las variables de estado del individuo son 1 reserva, 1 estructura, madurez y (en la etapa adulta) el búfer de reproducción. Los valores de los parámetros son constantes a lo largo de la vida. La densidad de reserva al nacer es igual a la de la madre en la formación del huevo. Los fetos se desarrollan de manera similar, pero reciben una cantidad ilimitada de reserva de la madre durante el desarrollo. 

### Extensiones del modelo estándar
La teoría DEB se ha extendido a muchas direcciones, como 
- efectos de cambios en la forma durante el crecimiento (por ejemplo, V1-morphs y V0-morphs)
- embriones no estándar-> juvenil-> transiciones adultas, por ejemplo en insectos holometabólicos[26]
- inclusión de más tipos de alimentos (sustrato), lo que requiere unidades de síntesis para modelar
- inclusión de más reservas (lo cual es necesario para los organismos que no se alimentan de otros organismos) y más estructuras (lo cual es necesario para tratar con las plantas), o una versión simplificada del modelo (DEBkiss) aplicable en ecotoxicología[27][28]
- la formación y excreción de productos metabólicos (que es una base para las relaciones sintróficas, y útil en biotecnología)
- la producción de radicales libres (relacionados con el tamaño y el estado nutricional) y su efecto sobre la supervivencia (envejecimiento)
- el crecimiento de partes del cuerpo (incluyendo tumores)
- efectos de los compuestos químicos (tóxicos) sobre los valores de los parámetros y la tasa de peligro (que es útil para establecer concentraciones sin efecto para la evaluación del riesgo ambiental): el método DEBtox
- Procesos de adaptación (expresión génica) a la disponibilidad de sustratos (importante en la biodegradación)

Puede encontrar una lista y descripción de los modelos tipificados más comunes aquí Archivado el 25 de octubre de 2019 en Wayback Machine. . 

## Crítica
La crítica principal se dirige a la presentación formal de la teoría (jerga matemática pesada), el número de parámetros enumerados, la notación pesada del símbolo y el hecho de que las variables y parámetros modelados (estado) son cantidades abstractas que no se pueden medir directamente, todo lo que hace es menos probable que llegue a su audiencia prevista (ecologistas) y sea una teoría "eficiente".
Sin embargo, las publicaciones más recientes apuntan a presentar la teoría DEB en un contenido "más fácil de digerir" para "cerrar la brecha entre ecología y matemáticas". La metodología general de estimación de parámetros DEB a partir de datos se describe en van der Meer 2006 ; Kooijman et al 2008 muestran qué parámetros compuestos particulares se pueden estimar a partir de unas pocas observaciones simples a una sola densidad de alimentos y cómo se puede estimar un número creciente de parámetros si se observan más cantidades en varias densidades de alimentos. Existe una secuencia natural en la que los parámetros se pueden conocer en principio. Además, las rutinas para la entrada de datos y los scripts para la estimación de parámetros están disponibles como un paquete de software gratuito y documentado DEBtool, con el objetivo de proporcionar una herramienta lista para usar para usuarios con menos conocimientos matemáticos y de programación. El número de parámetros, también señalado como relativamente escaso para un modelo bioenergético, varía según la aplicación principal y, dado que se define el ciclo de vida completo de un organismo, el número total de parámetros por relación de conjunto de datos es relativamente bajo. vinculación de las propiedades DEB (resumen) y medidas se realiza mediante operaciones matemáticas simples que incluyen parámetros auxiliares (también definidos por la teoría DEB e incluidos en las rutinas DEBtool), e incluyen también el cambio entre energía. contextos de tiempo y tiempo masivo. Add-my-pet explora los valores de los patrones de parámetros en los taxones. La notación DEB es el resultado de combinar los símbolos de los principales campos de la ciencia ( biología, química, física, matemáticas ) utilizados en la teoría, mientras se intenta mantener los símbolos consistentes. Como los símbolos en sí contienen bastante información (véase el documento de notación DEB), se conservan en la mayoría de la literatura de DEB. 

## Compatibilidad (y aplicabilidad) de la teoría/modelos DEB con otros enfoques
La teoría del presupuesto energético dinámico presenta un marco cuantitativo de organización metabólica común a todas las formas de vida, que podría ayudar a comprender la evolución de la organización metabólica desde el origen de la vida. Como tal, tiene un objetivo común con la otra teoría metabólica ampliamente utilizada: la teoría metabólica de la ecología West-Brown-Enquist (WBE), que impulsó el análisis lado a lado de los dos enfoques. Aunque las dos teorías pueden considerarse complementarias hasta cierto punto, se construyeron sobre supuestos diferentes y tienen diferentes alcances de aplicabilidad. Además de una aplicabilidad más general, la teoría DEB no adolece de problemas de coherencia señalados para la teoría WBE.

### Aplicaciones
- El proyecto Add my pet (AmP) es una colección de modelos DEB para más de 1000 especies, y explora patrones en valores de parámetros en taxones. Las rutinas para la exploración de parámetros están disponibles en AmPtool .
- Los modelos basados en la teoría DEB se pueden vincular a modelos bioenergéticos más tradicionales sin desviarse de los supuestos subyacentes.[11][31] Esto permite comparar y probar el rendimiento del modelo.
- Se aplicó con éxito un módulo DEB (modelo fisiológico basado en la teoría DEB) para reconstruir y predecir respuestas fisiológicas de individuos bajo restricciones ambientales[34][35][36]
- También se incluye un módulo DEB en los modelos mecanicistas eco-toxicológicos (implementación DEBtox ) para modelar los efectos subletales de los tóxicos (p. Ej., Cambio en la tasa de reproducción o crecimiento)[27][28][37][38][39]
- La generalidad del enfoque y la aplicabilidad del mismo marco matemático a organismos de diferentes especies y etapas de la vida permite comparaciones entre especies y dentro de las especies sobre la base de valores de parámetros,[3][21] y exploración teórica / empírica de patrones en valores de parámetros. en el contexto evolutivo,[40] centrándose por ejemplo en el desarrollo,[41][42][22][43] utilización de energía en un entorno específico,[44][45][46] reproducción,[47] energía comparativa,[48][49] y la sensibilidad toxicológica vinculada a las tasas metabólicas.[50]
- Estudio de patrones en las relaciones de escala del tamaño corporal: las suposiciones del modelo cuantifican todos los flujos de energía y masa en un organismo (incluido el calor, el dioxígeno, el dióxido de carbono, el amoníaco) mientras se evita el uso de las relaciones alométricas.[8][21][40] Además, los mismos parámetros describen los mismos procesos entre especies: por ejemplo, los costos de calentamiento de las endotermas (proporcionales al área de superficie) se consideran separados de los costos metabólicos vinculados al volumen de las ectotermas y endotermas, y el costo de crecimiento, a pesar de que todos contribuyen al metabolismo del organismo.[8] reglas para la co-variación de los valores de los parámetros entre especies están implícitas en los supuestos del modelo, y los valores de los parámetros se pueden comparar directamente sin inconsistencias dimensionales que podrían estar vinculadas a los parámetros alométricos.[14][21] Cualquier cantidad ecofisiológica que se puede escribir en función de los parámetros DEB que co-varían con el tamaño, por esta razón, también se puede escribir en función del tamaño máximo del cuerpo.[8]
- La teoría DEB proporciona restricciones en la organización metabólica de los procesos subcelulares.[4][10] Junto con las reglas para la interacción entre individuos (competencia, sintrofia, relaciones presa-depredador), también proporciona una base para comprender la dinámica de la población y el ecosistema.[10][51]

Se han publicado muchos más ejemplos de aplicaciones en la literatura científica.

## Otras lecturas
- Resumen de conceptos de la teoría Dynamic Energy Budget para la organización metabólica (Kooijman 2010)
- Una introducción de 16 páginas a la teoría DEB se presenta en Kooijman 2012 .
- Artículos científicos que incluyen una descripción general (dirigida a los ecologistas) de la teoría DEB: van der Meer 2006, Sousa et al 2010, Jusup et al 2017, derivación y conceptos de Ledder 2014 y Sara et al 2014
- conceptos en Kooijman 2001, formalización por Sousa et al 2008
- En el documento Métodos básicos para la biología teórica se ofrece una introducción al modelado y la estadística.

- Datos: Q5318973